# Musica Albini
Musica Albini ist eine musiktheoretische Schrift, die zusammen mit dem Tonar der Abtei Saint-Riquier/Centula, der ersten überlieferten Quelle der frühmittelalterlichen Tonartenordnung, von einer frühen Ordnung und Systematisierung des Choralrepertoires zeugen. Da dieser kurz vor 800 zu datierende Tonar als Zeuge für einen verschollenen Tonar von Aachen betrachtet wird, wirkt der Hinweis auf den Verfasser der Musica Albini glaubhaft. Eine zum Tonar zeitnahe Datierung der Musica Albini ist nachzuweisen, denn nach Möller ist dazu die Zeit Karls des Großen anzugeben. Der Autor wäre demnach entweder der karolingische Gelehrte Alkuin („Albinus“) oder ein Autor in dessen unmittelbarem Umkreis am karolingischen Hof in Aachen. Es ist in diesem Zusammenhang von Interesse, dass Alkuin in einem Brief vom 22. Juli 798 den am Abend dieses Tages erfolgten Psalmengesang in dem Aachener Gotteshaus bezeugt. Gleichzeitig wird mit diesem Brief die Anwesenheit Alkuins im Sommer des Jahres 798 in Aachen und damit sein unmittelbarer Kontakt zum karolingischen Hof und seine Beschäftigung mit der musikalischen Praxis bezeugt. Die genannten gut zueinander passenden Datierungen sprechen für die These einer möglichen Verortung dieser bedeutenden musikgeschichtlichen und musiktheoretischen Weichenstellungen in Aachen. Auch die Frage nach dem Autor der Musica Albini könnte sich aus der Zusammenschau  sämtlicher Daten und der geistesgeschichtlichen Kontexte im Sinne von Möllers Thesen bestätigen. 

## Inhalt
Der Verfasser beruft sich auf die alten griechischen Autoren (graeca lingua auctorem) und zeigt auf, dass acht Tonarten in Gebrauch waren. Es gebe vier Grundtonarten („authenticum“), die mit den griechischen Ordnungszahlen protus, deuterus, tritus und tetrachius bezeichnet würden. Außer diesen originalen Tonarten verweist der Autor auf vier weitere, die aus den vorherigen abgeleitet seien („Plagi“). Diese sind identisch mit der später zunächst aus acht Kirchentonarten bestehenden Tonordnung: I. Ton(art): Dorisch, II. Ton(art): Hypodorisch, III. Ton(art): Phrygisch etc.
Eine besondere Bedeutung kommt der Tatsache zu, dass der Traktat nicht nur den einzelnen Ton als den kleinsten Teil der Musiklehre definiert, sondern auch die Parallele zu dem Buchstaben als dem kleinsten Teil der Sprachlehre und dem Einheitsmaß (gemeint ist die Zahl Eins) als dem kleinsten Teil der Arithmetik betont. Offensichtlich analysierten die Gelehrten am karolingischen Hof die Melodien und setzten die einzelnen Töne in Beziehung zu einem System von Halbton- und Ganztonschritten. Die konkreten Tonhöhen des Gesangs traten mehr und mehr ins Bewusstsein und wurden hinsichtlich ihrer Zugehörigkeit zu einzelnen Modi (Tonarten) kategorisiert.
Textanfang gemäß der Wiener Handschrift der Musica Albini (Cpv 2269):
„[O]CTO TONOS IN MUSICA consistere musicus scire debet, per quos omnis modulatio quasi quodam glutino sibi adhaerere videtur. Tonus est minima pars musicae regulae.“
Übersetzung: „Ein Musiker muss wissen, dass es acht Töne [die später so genannten Kirchentonarten] in der Musik gibt, wodurch jede Melodiebildung gewissermaßen als ein zusammenhängendes Band [d. h. als einer Kirchentonart zugehörig] betrachtet wird. Der Ton ist der kleinste Teil der Musiklehre (musicae regulae)“.

## Kontext und Rezeption
Der von Aurelian Reomensis übernommene Text des Traktats erscheint im 8. Kapitel seiner in der ersten Hälfte des 9. Jahrhunderts verfassten Musica Disciplina, hier mit der Überschrift de tonis octo. Diese Textfassung stimmt fast wörtlich mit der Quelle Musica Albini (Cpv 2269) überein. Außerdem bezeugt Aurelian hier, daß Karl, von seinen Kantoren unterrichtet, die Einführung von vier weiteren Tonarten für nötig befand, um dem Schatz der Melodien gerecht zu werden. Einige Kantoren hätten versichert, daß gewisse Antiphonen nicht in die Ordnung der acht Kirchentöne hineinpaßten. Damit gibt Aurelian einen Hinweis auf den Zeitpunkt der Diskussion über die acht bzw. zwölf Töne und bezeugt, dass diese Fragen in direktem Umfeld von Karl dem Großen erörtert wurden, den Aurelian an dieser Stelle seinen „avus“ (Vorfahren, Großvater) nennt. Es wundert kaum, dass in der Musica Disciplina mehrfach von einer Notation (notas) der Melodien die Rede ist und konkrete Notationen aufgeführt werden, denn eine Analyse von Melodien passt gut zu den Bemühungen Karls um eine einheitliche Gesangspraxis und steht im Zusammenhang mit dem Beginn der musikalischen Notation. In dem Standardwerk der Musikwissenschaft zum Mittelalter von Hartmut Möller/Rudolf Stephan werden die entsprechenden Kontexte aufgeführt, denn es habe unter der Herrschaft der Karolinger eine regelrechte „Explosion“ der Schriftkultur gegeben.
Der bereits erwähnte Musikwissenschafter Möller hat sich 1993 ausführlich zur Musica Albini geäußert und diesen Traktat in einen Zusammenhang mit dem Tonar der Abtei in Saint-Riquier/Centula gebracht. Musica Albini und Tonar erläutern sich gegenseitig, denn die Musica Albini führt die Tonarten auf, die der Tonar anhand zahlreicher Beispiele demonstriert. Die erhaltene Handschrift des Tonars wurde im Hinblick auf das Osterfest des Jahres 800 angelegt. Karl der Große verbrachte dieses Fest in Begleitung Alkuins in der Abtei Saint-Riquier. Angilbert, der zunächst Schüler Alkuins war, wurde in dieser Zeit Laienabt in dieser Abtei. Die von Michel Huglo nachgewiesenen engen Beziehungen zwischen Saint-Riquier/Centula und Aachen lassen aufhorchen. Möller vertrat sowohl aus diesen als auch aus anderen Gründen die These, der Tonar sei „der geistigen Produktivität der Aachener Akademie zuzuordnen“. Man könne – so Möller – diesen Tonar im Zusammenhang mit der Musica Albini sehen, in denen die acht Tonarten ebenfalls mit den Begriffen protus, deuteros etc. klassifiziert werden. Als Autor beider Schriften käme durchaus Alkuin in Frage und Aachen sei als Ort der Entstehung dieser beiden Dokumente anzusehen.
Auch der Musikwissenschaftler Michel Huglo hat durch zahlreiche Textvergleiche diverser erhaltener Tonare den „Tonar von St. Riquier als Zeuge für den verschollenen Tonar von Aachen“ aufgezeigt. Dieses verschollene Aachener Urexemplar sei noch vor dem Tonar von Saint-Riquier als Archetyp des karolingischen Tonars zu betrachten. Den Tonar von Saint-Riquier ordnet er einer Gruppe von Tonaren zu, die er „Tonaires d’enseignement ou tonaires didactique“ nennt. Diese entsprächen den „exigences de theoriciens“. Dieser „Lehrtonar“ deutet also eher auf eine Beispielsammlung für den musiktheoretischen Unterricht als auf ein Tonar für den praktischen Gebrauch. Musiktheorie war im frühmittelalterlichen Musikdenken eine Angelegenheit der Gelehrten und stand über der Musikpraxis. Die Beschäftigung mit der Musikpraxis gehörte nicht zur musica innerhalb des Fächerkanons der Sieben freien Künste, die von Alkuin und Karl dem Großen sehr geschätzt wurden. Letzterer bestätigte in seiner Epistola de litteris colendis die große Bedeutung der Theorie gegenüber der Praxis, denn das Wissen käme vor dem Handeln. In dem Fach musica beschäftigte man sich seit der Antike ausschließlich mit der Erforschung der Tonverhältnisse, der Tonsysteme, der Tonarten einschließlich deren philosophischer Bedeutung.
Huglo erwähnt an anderer Stelle die Schrift Musica Albini. Diese stamme „ohne Zweifel aus der Akademie des Palastes in Aachen“. Dies schreibt Huglo im Zusammenhang mit seinen Erläuterungen zum Tonar von Metz, welcher unter Bischof Drogan (826–855) von dem älteren Karolingischen Tonar abgeschrieben worden sein müsse. Immerhin sei hier der älteste Fundus des von Karl dem Großen Ende des 8. Jahrhunderts verordneten gregorianischen Chorals zu finden. Dieser Tonar von Metz umrahmt die Aufzählung der entsprechenden Melodieanfänge mit zwei kurzen musiktheoretischen Texten, in welchen die Begriffe zu den acht Tönen (Tonarten) erläutert werden. Die Verbindung derartiger praxisorientierter und musiktheoretischer Texte war also bei einem Tonar der karolingischen Zeit durchaus üblich. Forscher wie Lawrence Gushee vertreten die Hypothese, der Text „de octo tonis“ sei ursprünglich in einem derartigen größeren Kontext verfasst worden. Eine mögliche Kombination der Musica Albini mit dem verschollenen Urexemplar des karolingischen Tonars wäre damit ebenfalls eine denkbare Option, zumal beide Schriften offensichtlich in Aachen verfasst wurden.
Nancy Phillips vertrat die These, es habe im neunten Jahrhundert zwei verschiedene Überlieferungstraditionen zur musikalischen Notation gegeben. Die eine sei analytisch und auf den Einzelton und dessen Zusammenhang mit dem Tonsystem bezogen. Die andere Tradition stehe am Beginn einer umfangreichen Geschichte der traditionellen Neumen. Die erste sei zur „Analyse liturgischer Gesänge im Hinblick auf ihre Intervallverhältnisse und/oder ihre Modalität bestimmt“ gewesen. Nachfolgend zählt Phillips auch die Musica Disciplina zu dieser ersten Tradition, die sich mit theoretischen Notationen befasst. Die Frage, ob es einen Zusammenhang zwischen diesen frühen auf den Einzelton analytisch bezogenen Notationen aus der ersten Hälfte des 9. Jahrhunderts und der Schrift Musica Albini („Tonus est minima pars musicae regulae“) bzw. dem erwähnten exemplarisch-analytisch angelegten Tonar geben könnte, ist umstritten.
Auch in der englischsprachigen Fachliteratur gibt es Einschätzungen zum Traktat Musica Albini bzw. „de octo tonis“. Der auf die Musik und Musiktheorie des Mittelalters spezialisierte Musikwissenschaftler Charles M. Atkinson (Ohio State University) fasst die bisherigen Forschungen zusammen und plädiert dafür, die Schrift als frühesten karolingischen Musiktraktat zu betrachten. In dem bedeutendsten englischsprachigen Standardwerk zur Geschichte der Musiktheorie wird der Traktat de octo tonis, den man Alkuin zuschriebe, ebenfalls sehr früh datiert. Die Schrift sei möglicherweise am Ende des achten Jahrhunderts verfasst worden. Insgesamt zeigt sich also heute in der einschlägigen Forschungsliteratur eine weitgehende Übereinstimmung in der Gesamteinschätzung des ersten karolingischen Musiktraktats.